# Малыгино (Весьегонский район)
Малыгино — деревня в Весьегонском муниципальном округе Тверской области.

## География
Деревня находится в северо-восточной части Тверской области на расстоянии приблизительно 24 км на запад-северо-запад по прямой от районного центра города Весьегонск.

## История
Известна с 1617 года как «пустошь, что была деревня», когда оказалась в поместье Василия Панковского. Усадьба Малыгино многократно меняла владельцев. После большого пожара, случившегося в деревне Большое Овсяниково в 1915 году, многие погорельцы поселились рядом. Дворов было 3(1859), 8 (1931), 26(1963), 15 (1993), 7(2008),. До 2019 года входила в состав Ёгонского сельского поселения до упразднения последнего.

## Население
Численность населения: 8 человек (1859 год), 57 (1931), 61(1963), 24(1993),, 19 (русские 100 %) в 2002 году, 12 в 2010, 0 (2017).